# Vaejovis chisos
Espèce
Vaejovis chisos est une espèce de scorpions de la famille des Vaejovidae.

## Distribution
Cette espèce est endémique du Texas aux États-Unis. Elle se rencontre dans le comté de Brewster dans les monts Chisos.

## Description
Le mâle décrit par Jarvis, Sissom et Henson en 2005 mesure 27,35 mm.

## Étymologie
Son nom d'espèce lui a été donné en référence au lieu de sa découverte, les monts Chisos.

## Publication originale
- Sissom, 1990 : « Systematics of Vaejovis dugesi Pocock, with descriptions of two new related species (Scorpiones, Vaejovidae). » Southwestern Naturalist, vol. 35, no 1, p. 47-53.